# Jacobus van Haeften

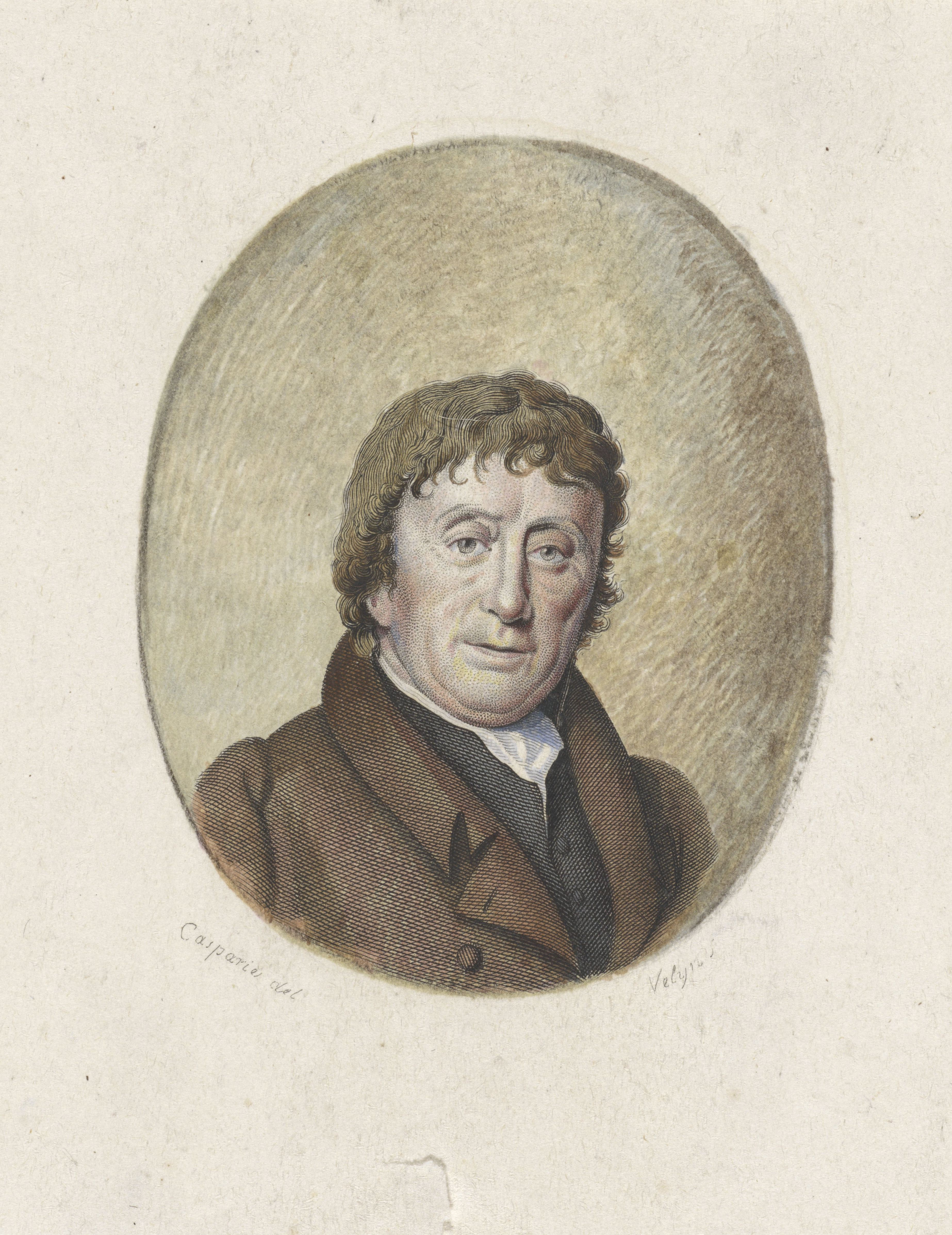
Portret van Jacob van Haeften (1826)

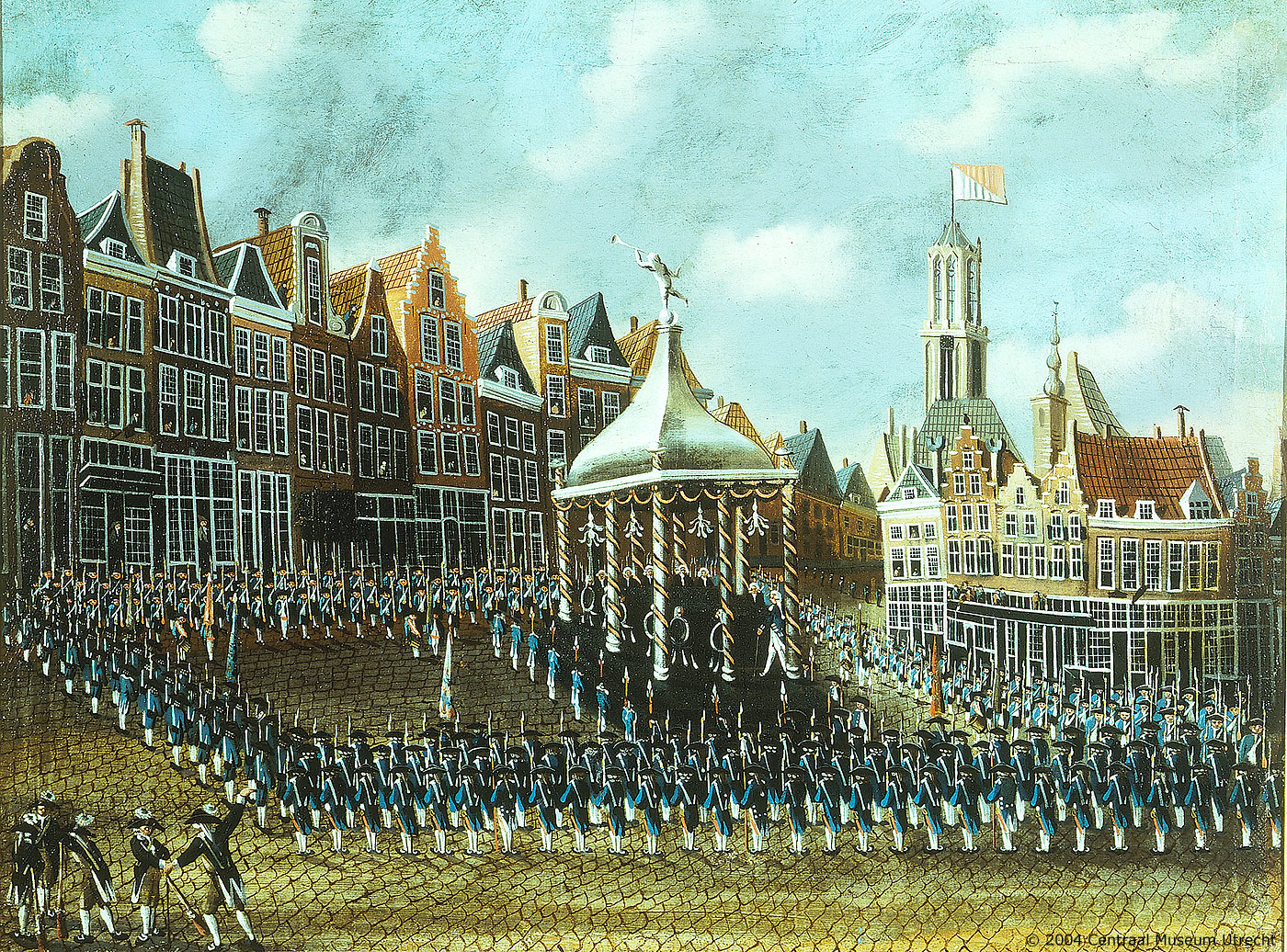
Patriotten op de Neude in 1786

Jacobus van Haeften (Utrecht, 2 oktober 1751 – Oudenrijn, 3 augustus 1831) was een advocaat in Utrecht, lid van de vroedschap, die in 1785 een belangrijk aandeel had in het Grondwettig Herstel en het opstellen van een nieuw regeringsreglement. Bovendien was hij een patriot die ook dichtte.

## Biografie
In 1773 promoveerde hij in de rechten en in 1782 werd hij opgenomen in de vroedschap. In 1783 werd hij kapitein in de schutterij. In juni 1785 nam hij deel aan het overleg over het Grondwettig Herstel, op basis van oude rechten en het modernere natuurrecht. Van Haeften liet zich bij het opstellen inspireren door boeken van de filosoof Christian Wolff en Abbé Raynal. Hij zal een tegenstander zijn geweest van de Leidse hoogleraar Adriaan Kluit.
In de stad Utrecht waren grote moeilijkheden ontstaan tussen de democratische patriotten en de Orangistische Willem Nicolaas Pesters betreffende de aanstelling van Jonathan Sichterman in maart 1785 en de vervanging van Jan Jacob Godin van Kockengen in 1786. Van Haeften, Quint Ondaatje, Willem van Dam van Isselt en Jacob van Manen inspireerden de tegenstanders van de stadhouder, met zijn uitgebreide bevoegdheden inzake benoemingen, tot belangrijke stappen. Ondaatje en Bogislaus Frederik van Liebeherr reisden in mei 1785 vele malen naar Den Haag om in contact te komen met de stadhouder, maar die wilde geen concessies doen en niet in overleg treden. In december 1785 werd het stadhuis omsingeld door een woedende bevolking. Van Haeften sprak de menigte vanuit een raam in het stadhuis toe. Op 2 augustus 1786 werd de stad Utrecht het "democratisch eldorado" van Europa; de eerste stad met door de schutterij gekozen vroedschapsleden, in plaats van door de stadhouder benoemd. De nieuwe vroedschapsleden werden op 28 augustus 1786 op een groot podium op de Neude beëdigd. Het gevolg was dat de Provinciale Staten verdeeld raakte, en op 30 augustus een deel verhuisde naar Amersfoort. Van Haeften werd spottend uitgemaakt voor een "godsverzaker en een waanwijs beest".
Op de avond van 12 oktober hield de Rijngraaf van Salm een toespraak nadat het stadsregeringsreglement uit 1674 ongeldig was verklaard. De oorzaak van de moeilijkheden in Utrecht lag in het Rampjaar 1672 toen de stad zonder problemen door Lodewijk II van Bourbon-Condé werd bezet. Toen de Fransen in november 1673 waren vertrokken, heeft stadhouder Willem III in 1674 de wet verzet, waarbij 120 leden van zowel de Staten van Utrecht als de vroedschap zijn afgezet. In januari 1787 eiste de vroedschap van alle ambtenaren zich loyaal op te stellen of anders af te treden.
In mei 1787 werd de stad belegerd en Utrecht werd symbool voor de Patriotten in hun strijd. In augustus 1787 kwam een drietal nieuwsgierige Fransen langs. Jacques Pierre Brissot was verbaasd over de naïviteit van de patriotten. Op 15 september 1787 gaf de stad Utrecht zich over aan de Hertog van Brunswijk. De volgende dag kwam de stadhouder langs en werden de zaken teruggedraaid. Het stadsregeringsreglement van 1674 werd hersteld.
Van Haeften is wegens majesteitsschennis voor eeuwig verbannen uit Utrecht. Zijn goederen werden geconfisqueerd. In 1789 woonde hij in Antwerpen en reisde hij met Joan Geelvinck naar Parijs en Versailles. Ze brachten een bezoek aan Jacques Necker, vanwege de uitkeringen aan de vluchtelingen. In 1790 ging hij op bezoek bij Court Lambertus van Beyma in Sint-Omaars. Van Haeften predikte eenheid onder de patriotten en werd lid van de Vrijmetselarij. In 1792 werd druk overlegd over de oprichting van een Bataafs Legioen en over de nieuwe grenzen met Charles-François Lebrun. In 1795 keerde hij terug uit Frankrijk, en werd hij secretaris van het revolutionaire Bataafse bestuur van het gewest Utrecht, totdat hij in 1796 opgevolgd  werd door Pieter 't Hoen. Hij nam deel aan het opstellen van een nieuwe grondwet.

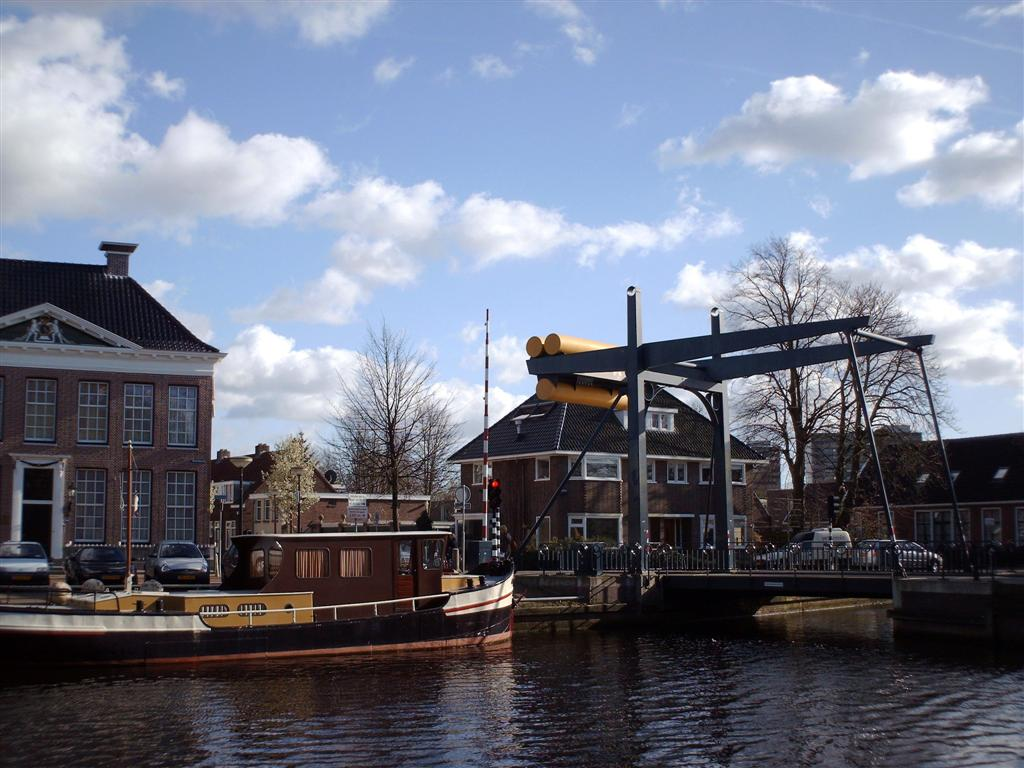
Heeresloot met woonhuis van Van Haeften

Na de staatsgreep van het Uitvoerend Bewind kreeg hij een zetel in de Nationale Vergadering. Van Haeften was onder meer lid van het Vertegenwoordigend Lichaam, district Utrecht (1798-1801), commissaris namens het Staatsbewind bij het Departementaal Bestuur van de Dommel (1801-1802) en bij de door Frankrijk aan de Bataafsche Republiek Gecedeerde Landen (1801-1803), lid van Het Nationaal Syndicaat (1803-1805). Hij ontving een zevental interessante brieven uit 1800-1801 van “U vriend R.”., of anoniem, of met onleesbaar gemaakte namen over politieke toestand en geschreven in een soort code, waarbij de woorden “rogge” en “tarwe” en “bonen” voor andere begrippen staan. In 1810 werd hij vrederechter in Heerenveen.
Rond 1815 kocht hij een aanzienlijk pand aan het einde van de Heeresloot. In 1822 legde hij zijn functie neer. Hij ging hij bij zijn dochter op het buiten "Lust en Rust" nabij Utrecht inwonen en is daar ook overleden.

## Werken
- Gedachten in mijne eenzaamheid, op mijne twee-en-zeventigsten verjaardag (Heerenveen, 1822);
- Aantekeningen op het voorgaande (z.pl.,1822);
- Dichtluimen van Jacob van Haeften (Amsterdam, 1826);
- Redevoering over de vriendschap, uitgesproken in het departement der Maatschappij tot Nut van 't Algemeen Jutphaas en Ysselstein (z.pl. [Utrecht, G.J. van der Schroeff], 1828)